# Skandinavian Dance Craze
Skandinavian Dance Craze är ett samlingsalbum med blandade artister, utgivet 1999 på skivbolaget Burning Heart Records.

## Låtlista
1. The Phantoms - "Shack 78"
2. Blaster Master - "Jolly Bum"
3. Liberator - "Sinking"
4. The Cigarres - "The Legend"
5. Duck Soup - "Look the Other Way
6. The Skalatones - "Of Them Outta Jail"
7. Jing & Jangsters - "Wet Dream"
8. Skanksters - "Weekend"
9. Stiff Breeze - "Misfit"
10. Chickenpox - "Rocket"
11. The Phantoms - "Local Boys"
12. Blaster Master - "Sunday's Best"
13. Liberator - "Nervous Breakdown"
14. The Cigarres - "Beautiful Day"
15. Duck Soup - "Shame and Scandle in the Family"
16. The Skalatones - "Whay I Really Had to Do"
17. Jing & Jangsters - "Egyptian Skank"
18. Skanksters - "New Year"
19. Stiff Breeze - "Two Weeks"
20. Chickenpox - "No Mistake"

### Fotnoter
1. ↑  ”Skandinavian Dance Craze”. Discogs.com. http://www.discogs.com/Various-Skandinavian-Dance-Craze/release/1452685. Läst 15 april 2012.